# 白马山站 (芜湖市)
白马山站为中华人民共和国安徽省芜湖市弋江区济南路与白马山路交口东北侧的一座单轨车站，是芜湖轨道交通1号线的南侧终点站。2021年11月3日投入运营。

## 车站结构
白马山站为地上二层车站，一层为出入口及车站大堂，二层为车站站台，设有两个侧式站台，并设有半高屏蔽门。

### 车站楼层
| 地上二层          | 站台层       | \| 側式 · 開右邊车门 \| \| \| \| \| \| █ 1号线往保顺路（） \| \| \| \| █ 1号线落客 \| \| 側式 · 開右邊车门 \| \| \| |
| 地面              | 站厅及出入口 | 1出入口、客服中心、自动售票机、验票机                                                                               |
| 側式 · 開右邊车门 |              | |
|                   |              | █ 1号线往保顺路（）                                                                                                 |
|                   |              | █ 1号线落客 |
| 側式 · 開右邊车门 |              | |

## 车站出口
白马山站仅设1个出口，位于车站南侧，周围设施如下所示：
| 出口编号            | 照片 | 地点       | 可到达目的地                         |
| ------------------- | ---- | ---------- | ------------------------------------ |
| 1 · 出口 · （设有） |      | 济南路东侧 | 奇瑞新能源汽车股份有限公司、花津南路 |
| 图例： 设有         |      |            |                                      |

## 接驳交通

### 公交车
- 济南路白马山路：605、623路
- 白马山路1号站：117晚、218、623路